# NEC Red Rockets 2012-2013
Questa voce raccoglie le informazioni riguardanti le NEC Red Rockets nella stagione 2012-2013.

## Organigramma societario
Area direttiva
- Presidente: Takumi Iwasaki
- Direttore generale: Takashi Nakamura

Area tecnica
- Allenatore: Akinori Yamada
- Assistente allenatore: Satoru Omura, Yu Takahashi, Kosuke Mikami
- Preparatore atletico: Maki Takemura

## Rosa
| N° | Nome             | Ruolo | Data di nascita   | Nazionalità sportiva |
| -- | ---------------- | ----- | ----------------- | -------------------- |
| 1  | Miki Yahata      | S     | 30 luglio 1990    | Giappone             |
| 2  | Sachiko Sugiyama | C     | 19 settembre 1979 | Giappone             |
| 3  | Yeliz Askan      | S/O   | 13 agosto 1987    | Turchia              |
| 4  | Akiko Uchida     | S     | 30 novembre 1985  | Giappone             |
| 5  | Makoto Matsuura  | P     | 9 settembre 1986  | Giappone             |
| 6  | Akari Oumi       | S     | 10 novembre 1989  | Giappone             |
| 7  | Miyuki Akiyama   | P     | 27 agosto 1984    | Giappone             |
| 8  | Haruyo Shimamura | C     | 4 marzo 1992      | Giappone             |
| 9  | Risa Shiragaki   | S     | 30 luglio 1991    | Giappone             |
| 10 | Nami Takiguchi   | L     | 8 giugno 1990     | Giappone             |
| 11 | Cho Shion        | C     | 2 agosto 1985     | Giappone             |
| 13 | Miho Watanabe    | P     | 8 gennaio 1989    | Giappone             |
| 14 | Saori Kaneko     | S     | 9 maggio 1992     | Giappone             |
| 15 | Kana Ōno         | S     | 30 giugno 1992    | Giappone             |
| 16 | Miku Torigoe     | L     | 16 ottobre 1992   | Giappone             |

## Mercato
| Acquisti | Acquisti     | Acquisti     | Acquisti   |
| R.       | Nome         | da           | Modalità   |
| -------- | ------------ | ------------ | ---------- |
| S/O      | Yeliz Askan  | Beşiktaş     | definitivo |
| S        | Saori Kaneko | Liceo Masuho | definitivo |

| Cessioni | Cessioni        | Cessioni    | Cessioni   |
| R.       | Nome            | a           | Modalità   |
| -------- | --------------- | ----------- | ---------- |
| S/C      | Kanako Naito    | -           | ritirata   |
| P/O      | Hiroko Matsuura | Azəryol     | definitivo |
| L        | Akiko Ino       | Azəryol     | definitivo |
| S        | Brižitka Molnar | Galatasaray | definitivo |